# クローバー・シリーズ 想い出通り / 女性
『クローバー・シリーズ 想い出通り / 女性』（ - おもいでどおり / じょせい）は、南沙織8枚目のコンパクト盤。1975年6月1日発売。発売元はCBS・ソニー。規格品番: SOLD-71。

## 解説
CBS・ソニーから発売されていたA面2曲、B面2曲、計4曲を収録したコンパクト盤『クローバー・シリーズ』の南沙織盤第8弾。
シンシアのクローバー・シリーズとしては、『クローバー・シリーズ 色づく街』以来1年半振りに歌詞に英語が入っている楽曲が収録された。

## 収録曲

### Side A
1. 想い出通り
  - 作詞: 有馬三恵子、作曲: 筒美京平、編曲: 萩田光雄
2. 粉雪の慕情
  - 作詞: ちあき哲也、作曲・編曲: 水谷公生
  - 10thアルバム『20才』から収録。

### Side B
1. 女性
  - 作詞: 有馬三恵子、作曲: 筒美京平、編曲: 高田弘
2. 田園交響曲
  - 作詞: 松本隆、作曲・編曲: 馬飼野康二
  - 10thアルバム『20才』から収録。

## 関連作品
- 『南沙織 クローバー・シリーズ』

クローバー・シリーズ 17才
クローバー・シリーズ 純潔
クローバー・シリーズ 早春の港
クローバー・シリーズ 色づく街
クローバー・シリーズ バラのかげり / ひとかけらの純情
クローバー・シリーズ 夜霧の街 / 夏の感情
クローバー・シリーズ 17才 / 純潔
クローバー・シリーズ 色づく街 / 哀愁のページ
シンシアのクリスマス
クローバー・シリーズ ひとねむり / 人恋しくて